# Шалгам
Шалга́м (тур . Şalgam suyu или сокращенно Şalgam) — острый национальный турецкий напиток из репы, происходит из региона Чукурова. Особенно популярен в Адане, Хатае, Тарсусе, Кахраманмараше, Измире. На вкус шалгам похож на рассол, цвет — тёмно-красный. Часто употребляют вместе с адана-кебабом и ракы .

## История
Название «шалгам» происходит от персидского شلغم и означает «репа».
Французский путешественник, натуралист и писатель Пьер Белон ещё в XV веке описал существование напитка и практику его создания. Изучение напитка также доказывает, что чёрная морковь имеет эффект высокоуглеводной диеты.

## Производство
Этот напиток производят из репы, чёрной моркови и молотого булгура с добавлением уксуса, соли и дрожжей, путем кисломолочного брожения .
Не существует стандартной технологии производства шалгама. С 1996 года в Турции появились фабрики по изготовлению этого напитка. Крупнейший производитель — Doganay Gida, доля которого на рынке составляет около 95 %.
Для ферментации в промышленных масштабах нужно 4-5 дней, при традиционном методе — 10-12.

## Польза шалгама
1. улучшение аппетита
2. ускорение и стабилизация пищеварительной системы
3. содержание витаминов группы В успокаивающе влияет на нервную систему
4. положительно влияет на работу желудка и печени
5. позволяет избавиться от похмелья[6]
6. имеет антисептический эффект
7. выведение токсинов из организма

## События
С 2010 года в Адане проводится Фестиваль адана-кебаба и шалгама (тур . Adana Kebap ve Şalgam Festival), продолжающий давнюю традицию употребления кебаба с печенью, шалгамом и ракы. Событие превратилось в национальный популярный уличный фестиваль; уличные музыканты, играющие на барабанах и зурне, развлекают посетителей всю ночь на вторую субботу декабря.